# Agrotis unipuncta
Agrotis unipuncta là một loài bướm đêm trong họ Noctuidae.